# Derechos de los ingleses
Los "derechos de los ingleses" son los derechos tradicionales de los súbditos ingleses y luego de los súbditos de habla inglesa de la Corona británica. En el siglo 18. Algunos de los colonos que se opusieron al gobierno británico en las trece colonias británicas de América del Norte que se convertirían en los primeros Estados Unidos argumentaron que su tradicionales derechos como ingleses estaban siendo violados. Los colonos querían y esperaban los derechos que ellos (o sus antepasados) habían disfrutado previamente en Inglaterra: un gobierno local y representativo, con respecto a asuntos judiciales (algunos colonos fueron enviados de regreso a Inglaterra para juicios) y particularmente con respecto a los impuestos. La creencia en estos derechos posteriormente se convirtió en una justificación ampliamente aceptada para la Revolución Americana.
Las colonias americanas habían sido desde el siglo XVII terreno fértil para el liberalismo en el centro del discurso político europeo. Sin embargo, a medida que se acercaba la ratificación de la Declaración de Independencia (Declaración de Independencia de los Estados Unidos), la cuestión entre los colonos de qué derechos particulares eran significativos se volvió divisiva. George Mason, uno de los padres fundadores de los Estados Unidos, afirmó que "no reclamamos nada más que la libertad y los privilegios de los ingleses en el mismo grado, como si hubiéramos continuado entre nuestros hermanos en Gran Bretaña."

## Antecedentes históricos

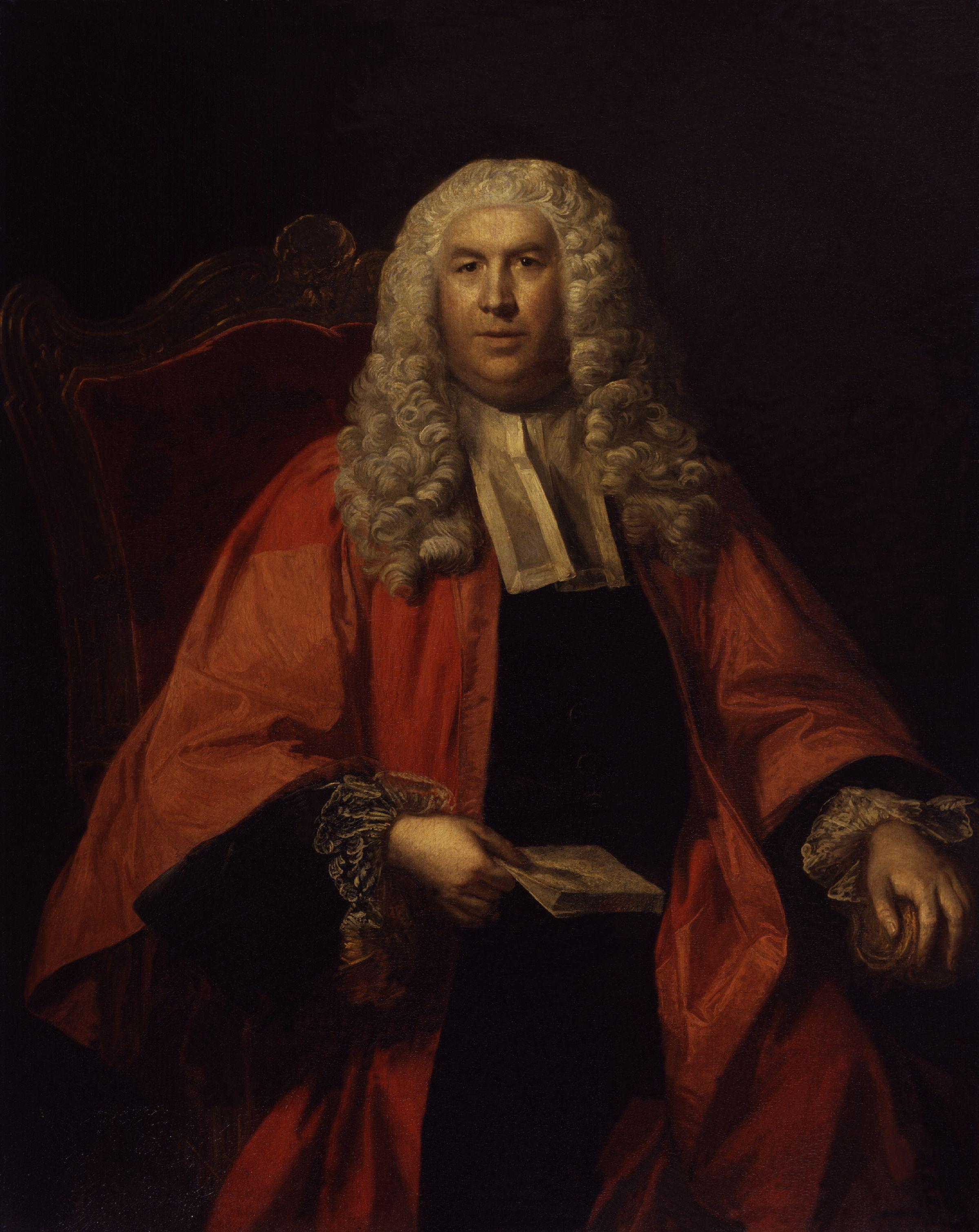
El jurista inglés del siglo XVIII William Blackstone intentó explicar los derechos de los ciudadanos ingleses.

En la tradición de la historia whig, el juez William Blackstone los llamó "Los derechos absolutos de todo inglés", y explicó cómo se habían establecido lentamente durante siglos de historia inglesa, en su libro sobre Leyes fundamentales de Inglaterra, que fue la primera parte de sus influyentes Comentarios sobre las leyes de Inglaterra. Eran ciertos derechos básicos a los que se entendía que todos los súbditos del monarca inglés tenían derecho, tales como los expresados en la Carta Magna desde 1215, la Petición de Derecho en 1628, la Ley de Habeas Corpus 1679 y la Carta de Derechos 1689.
En un caso legal que llegó a conocerse como Caso de Calvino, o Caso de los Postnati, los Law Lords decidieron en 1608 que los escoceses nacidos después de el Rey James I que unió Escocia e Inglaterra (los postnati) tenían todos los derechos de los ingleses. Esta decisión tendría un efecto posterior sobre el concepto de los "derechos de los ingleses" en la América británica.

## Legado en la ley de los Estados Unidos
Debido a su inclusión en los tratados legales estándar del siglo XIX, Caso de Calvin era bien conocido en la historia judicial temprana de los Estados Unidos. La consideración del caso por la Corte Suprema de los Estados Unidos y por los tribunales estatales lo transformó en una regla con respecto a la ciudadanía estadounidense y consolidó el concepto de jus soli – el derecho por el cual la nacionalidad o la ciudadanía puede ser reconocida a cualquier individuo nacido en el territorio del estado relacionado – como el principal factor determinante que controla la adquisición de la ciudadanía por nacimiento.
El juez de la Corte Suprema Joseph P. Bradley afirmó que los "derechos de los ingleses" eran la base de la ley estadounidense en su opinión disidente sobre los Casos del Matadero, la primera interpretación de la Corte Suprema de los  Decimocuarta Enmienda a la Constitución de los Estados Unidos, en 1873.

## Citas
- Aptheker, Herbert (1960). The American Revolution, 1763–1783: a history of the American people: an interpretation. International Publishers. p. 107. ISBN 978-0-7178-0005-6. Consultado el 2 de agosto de 2010. (requiere registro). «It is true that the colonists had insisted that they were seeking "the rights of Englishmen", but insisting upon this in the face of rulers who declare that colonists do not have such rights is revolutionary, though the rights themselves might not be new.»
- Heale, M. J. (1986). The American Revolution. Taylor & Francis. p. 16. ISBN 978-0-416-38910-4. Consultado el 2 de agosto de 2010.
- Hulsebosch, Daniel J. (2003). «The Ancient Constitution and the Expanding Empire: Sir Edward Coke's British Jurisprudence». Law and History Review 21 (3): 439-482. JSTOR 3595117. S2CID 232399735. doi:10.2307/3595117. Archivado desde el original el 29 de agosto de 2012. Consultado el 21 de mayo de 2012.
- Miller, John Chester (1959). Origins of the American Revolution (2nd edición). Stanford University Press. p. 168. ISBN 978-0-8047-0593-6. Consultado el 2 de agosto de 2010. (requiere registro). «As long as the rights of Englishmen remained the goal, most Americans warmly supported the patriot leaders; when the rights of Americans and independence Great Britain were put forward, the colonists began to divide into hostile camps.»
- Pearson, Ellen Holmes (2005). «Revising Custom, Embracing Choice: Early American Legal Scholars and the Republicanization of Common Law».  En Gould, Eliga H.; Onuf, Peter S., eds. Empire And Nation: The American Revolution In The Atlantic World. Baltimore: Johns Hopkins University Press. p. 102. ISBN 0-8018-7912-4. Consultado el 21 de mayo de 2012.
- Price, Polly J. (1997). «Natural Law and Birthright Citizenship in Calvin's Case (1608)». Yale Journal of Law & the Humanities 9: 73.
- Slavin, Arthur J. (January 1983). «Craw v. Ramsey: New Light on an Old Debate».  En Baxter, Stephen Bartow, ed. England's Rise to Greatness, 1660–1763. University of California Press. pp. 31-32. ISBN 9780520045729. Consultado el 21 de mayo de 2012.
- Swindler, William F. (May 1976). «"Rights of Englishmen" Since 1776: Some Anglo-American Notes». University of Pennsylvania Law Review 124 (5): 1083-103. JSTOR 3311594. doi:10.2307/3311594.
- Zuckert, Michael (2003).  Greene, Jack P.; Pole, J. R., eds. A Companion to the American Revolution. Chapter 88, "Rights": Wiley–Blackwell. p. 691. ISBN 978-1-4051-1674-9. Consultado el 2 de agosto de 2010. «[The American colonists' position depended] not on natural law, but on traditional notions of the rights of Englishmen, the royal charters of the separate colonies and especially on 'long standing constitutional custom'.»

- Datos: Q7333767